# Atypa gibba
Atypa gibba är en insektsart som beskrevs av François Louis Nompar de Caumont de Laporte. Atypa gibba ingår i släktet Atypa och familjen hornstritar. Inga underarter finns listade i Catalogue of Life.